# Ferrovia Milano-Mortara
La ferrovia Milano–Mortara è una linea ferroviaria italiana di proprietà statale che unisce Milano a Mortara, in Lombardia.
La ferrovia è gestita da Rete Ferroviaria Italiana, che la qualifica come linea complementare.
Da dicembre 2025, con la chiusura della stazione di Milano Porta Genova, integrerà senza soluzione di continuità la cintura sud di Milano, prendendo come nuovo capolinea la stazione di Milano Rogoredo.

## Storia

### Dal 1852 al 1870
La legge n. 1406 dell'11 luglio 1852 sancì la costruzione di un tronco di ferrovia da Mortara a Vigevano, assegnata a una Società anonima che aveva per rappresentanti i marchesi Giuseppe Arconati Visconti e Antonio Litta Visconti Arese.
Il primo tronco della linea, lungo 12,6 km, da Mortara a Vigevano, fu aperto il 24 agosto 1854 con il duplice scopo di migliorare i collegamenti del Regno di Sardegna verso i confini e di spingere verso la realizzazione di un percorso ferroviario tra Milano e Genova, via Vigevano, che passasse il più possibile all'interno dei confini dello Stato piemontese.
Con la legge 100 del 17 luglio 1861, poco dopo l'Unità d'Italia, il re Vittorio Emanuele II concesse all'ingegnere Eugenio Ferranti, che aveva costruito anche il tronco da Mortara a Vigevano, di proseguire la costruzione della linea da Vigevano a Milano: il progetto di Ferranti prevedeva fermate nel comune di Morimondo ed a Vigano, frazione del comune di Gaggiano, e una sola stazione, Corsico.
Nel 1864, il Governo rilasciò la concessione per la costruzione del tronco ferroviario da Milano a Vigevano alla Società Vittorio Emanuele ma, per contrasti interni della società, quel progetto non si realizzò. I lavori poterono poi essere avviati grazie all'intervento finanziario dei comuni di Milano e Vigevano, che desideravano agevolare l'ingresso di nuovi concessionari, anche per l'assunzione del progetto da parte della Società per le Ferrovie dell'Alta Italia.
Il Comune di Milano dovette scegliere un luogo per la costruzione della stazione, sufficientemente grande per la manovra e la sosta dei carri. Il luogo scelto fu quello dell'attuale stazione di Milano San Cristoforo, che prende il nome dall'omonima chiesa. Per la stazione passeggeri venne scelto un luogo poco distante da Milano San Cristoforo, l'attuale stazione di Porta Genova, ai tempi chiamata stazione di Porta Ticinese.
Il tronco Vigevano-Milano Porta Ticinese venne aperto il 16 gennaio 1870; il giorno seguente, il tracciato venne prolungato da Porta Ticinese fino alla vecchia stazione di Milano Centrale. Il prolungamento passava per lo scalo di smistamento di Milano Porta Sempione, immettendosi sulla ferrovia Milano-Torino in direzione di Milano Centrale all'altezza della località ferroviaria denominata Bivio Vigevano.

### Dal 1870 fino al 1900
All'inizio del servizio circolavano solo due coppie di treni al giorno ma, dopo la protesta dei comuni di Abbiategrasso e Vigevano, la Società per le Ferrovie dell'Alta Italia aumentò la quantità di treni. Circolavano più treni merci che passeggeri dal momento che il traffico pendolare da e per Milano era ancora a bassi livelli.
La linea venne considerata secondaria, in quanto sussidiaria alla Milano-Genova, rimanendo però il collegamento più veloce per Alessandria, Acqui Terme e il Porto di Savona. Venne infatti utilizzata per il traffico locale e per i servizi merci per Milano dal Monferrato e dalla Lomellina.
Già nel 1873 la stazione di Porta Ticinese avrebbe dovuto assumere il nome di Milano Porta Genova, in conseguenza dell'apertura della nuova omonima porta. Venne tuttavia rinominata Milano Porta Genova solo nel 1923 con l'ordine di Servizio n. 62.
Il primo ACI, apparato in grado di manovrare scambi e segnali a distanza progettato dall'ingegner Riccardo Bianchi, venne installato nella stazione di Abbiategrasso nel 1886.

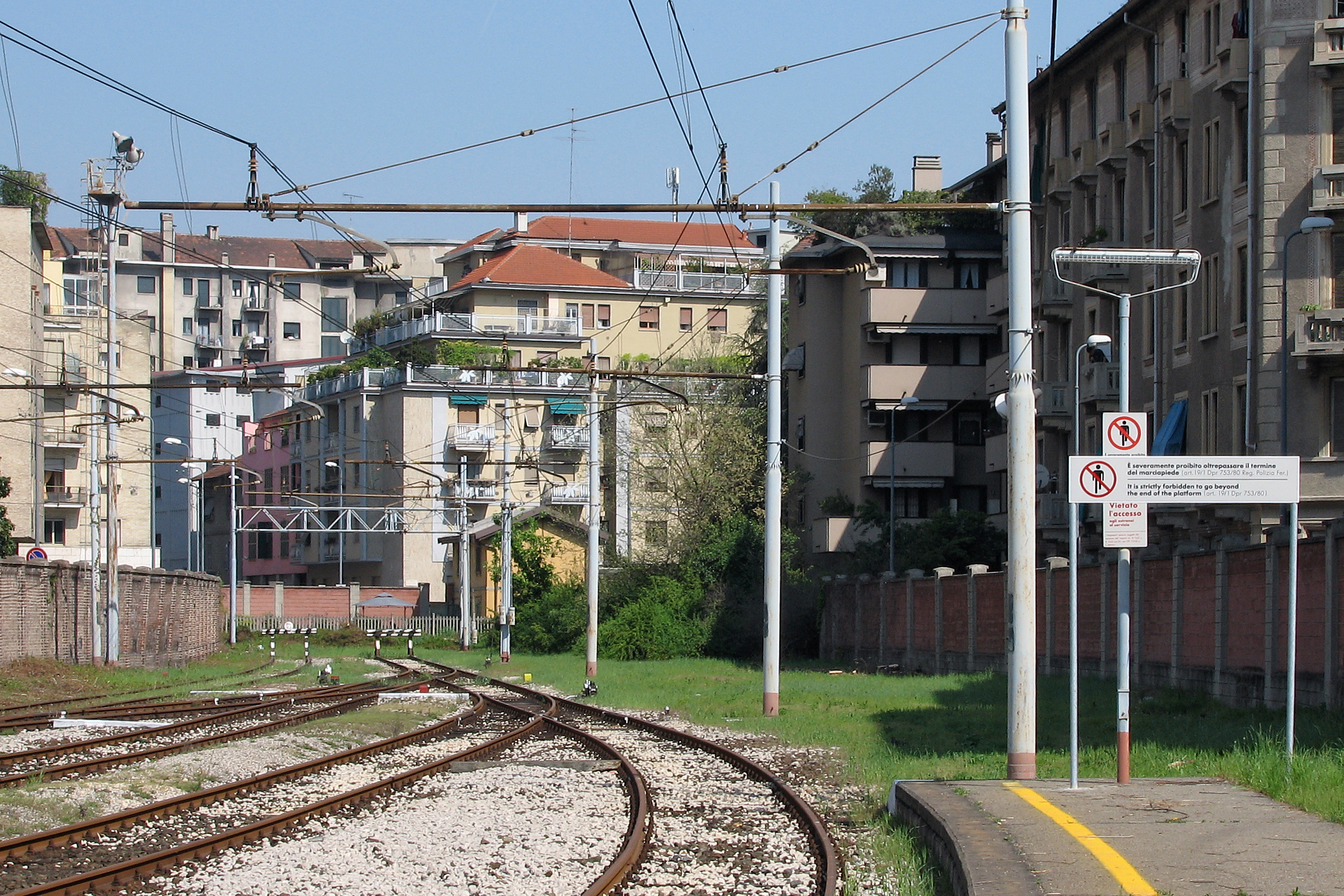
I due tronchini della stazione di Milano Porta Genova: fino al 1931 la linea proseguiva attraverso l'attuale Parco Solari fino alla vecchia stazione di Milano Centrale

Il 1º giugno 1891 venne attivato dalla stazione di Milano Porta Sempione a quella di Rogoredo un raccordo a doppio binario (l'attuale Cintura sud). Lo stesso giorno venne raddoppiato il tratto Porta Genova-Porta Sempione.

### L'anteguerra
Nel 1910 anche la stazione di Milano San Cristoforo, utilizzata fino ad allora solo come scalo merci, iniziò il servizio viaggiatori. Fu dotata di vari raccordi con le vicine industrie, poi nel corso del tempo dismessi. L'anno seguente venne richiesto il raddoppio di tutta la Milano-Mortara, lunga 47 km, che venne però respinto nonostante il parere favorevole dell'allora ministro dei lavori pubblici Ettore Sacchi. Nel 1915 fu attivata la stazione di stazione di Parona Lomellina. Nello stesso anno  Milano San Cristoforo venne collegata, con un raccordo, allo scalo di Porta Romana.
Con l'apertura dell'attuale stazione di Milano Centrale, avvenuta nel 1931, si dismise il tratto fra il Bivio Vigevano e la stazione di Porta Genova, che assunse l'attuale configurazione di stazione di testa, sopprimendo quindi Milano Porta Sempione.

### Periodo di guerra
La stazione di Vigevano, a causa della vicinanza ai magazzini militari, venne spesso bombardata dagli Alleati, specialmente il 1º dicembre 1944, quando morirono quattro persone e altre vennero ferite. Il 27 aprile 1945 all'interno dello scalo si scatenò una guerriglia tra i partigiani e i militari tedeschi.
La stazione di Mortara, il 26 febbraio 1944, venne danneggiata gravemente per un bombardamento che causò 15 morti e 30 feriti.
Nonostante i numerosi bombardamenti, il ponte sul Ticino non fu totalmente distrutto ma rimase inagibile; fu costruita una passerella pedonale che permetteva di trasbordare dalla stazione di Cava Ticino, attivata per attestare i treni da Milano, a una provvisoria posta in prossimità della passerella per proseguire il viaggio verso Vigevano. Il ponte fu presto ripristinato.
I più colpiti furono però i treni. Uno dei più gravi incidenti si verificò il 14 settembre 1944, quando un treno, per sfuggire agli aerei, accelerò; malauguratamente, però, i passeggeri, presi dal panico, azionarono il freno di emergenza, quindi il convoglio si dovette fermare sul ponte, dove venne bersagliato. In quest'episodio morirono 27 persone e più di 100 rimasero ferite. Altro grave episodio fu quello avvenuto il 28 novembre 1944, quando aerei isolati bombardarono un treno merci fermo a Mortara.

### Dal dopoguerra all'elettrificazione
Nel dopoguerra risulta attiva al servizio viaggiatori la stazione di Cava Ticino.
Nel 1949 il fabbricato viaggiatori di Mortara fu ricostruito; a Vigevano si dovette attendere il 1958. La stazione di Cava Ticino fu invece chiusa nel 1962.

### L'elettrificazione: dal 1965 all'attivazione di Trezzano
L'esercizio a trazione elettrica, a corrente continua alla tensione di 3 kV, venne attivato con l'orario estivo del 1965. Prima di tale data era in uso la trazione a vapore.
Vennero subito messe in servizio locomotive elettriche; per il rinnovo del parco veicoli rimorchiato si dovettero però attendere altri 17 anni: le prime carrozze vicinali a piano ribassato entrarono in servizio solo nel 1982.
La stazione di Porta Genova venne chiusa dal 1979 al 1983 per permettere la costruzione del sottopasso pedonale collegato alla linea M2 della metropolitana. In tale periodo i treni si attestarono a San Cristoforo e venne istituito un servizio di autobus di collegamento con Porta Genova. Nel 1984 venne riposato il binario, con conseguente aumento del limite di velocità a 140 km/h.
Sempre negli anni ottanta le proteste dei viaggiatori per i continui disservizi nell'hinterland milanese aumentano: viene infatti occupata la stazione di Porta Genova e interrotta un'altra volta la circolazione ferroviaria in questa stazione. A San Cristoforo vennero dismessi gradualmente tutti i raccordi e venne costruito un terminal autocuccette in sostituzione dell'impianto in uso a Milano Porta Vittoria, dismesso per i lavori al passante ferroviario di Milano.

### Dal 1987 all'istituzione del Controllo Centralizzato del Traffico
Nel 1987 viene attivata la fermata di Trezzano sul Naviglio, che rischia la chiusura dopo poco più di un anno di esercizio. Per sopperire alle sempre più accanite proteste dell'utenza, le FS istituiscono una coppia di diretti Alessandria-Milano.
Nel 1989 la Pro Loco di Vigevano e alcuni comitati pendolari chiedono la sostituzione dell'ormai obsoleto materiale rotabile e l'attivazione di un raddoppio. Nel 1991 la Regione Lombardia propone un progetto per il raddoppio del binario.
Nel 1996 con la circolare MI 28/1996 TO 15/1996 vengono attivati gli A.C.E.I. di tipo semplificato I 0/19 II Serie SDO nelle Stazioni di Parona, Vigevano, Abbiategrasso, Gaggiano e Corsico, tutte impresenziate e il controllo della circolazione viene accentrato in un'unica sede mediante il Controllo Centralizzato del Traffico. Gli unici scali in esercizio rimangono quelli di Abbiategrasso e di Parona.

### Il parziale raddoppio
Il 28 ottobre 2002 si raggiunge un accordo per il raddoppio del binario tra la stazione di Milano San Cristoforo e il nuovo scalo di Albairate-Vermezzo, sito ad Albairate in località Cascina Bruciata, con la ricostruzione di tutte le fermate e le stazioni lungo la precedente linea: un Posto di Comunicazione sito a Gaggiano, le nuove fermate di Cesano Boscone e Corsico (quest'ultima in sostituzione della precedente stazione) e la trasformazione della stazione di Gaggiano in fermata.

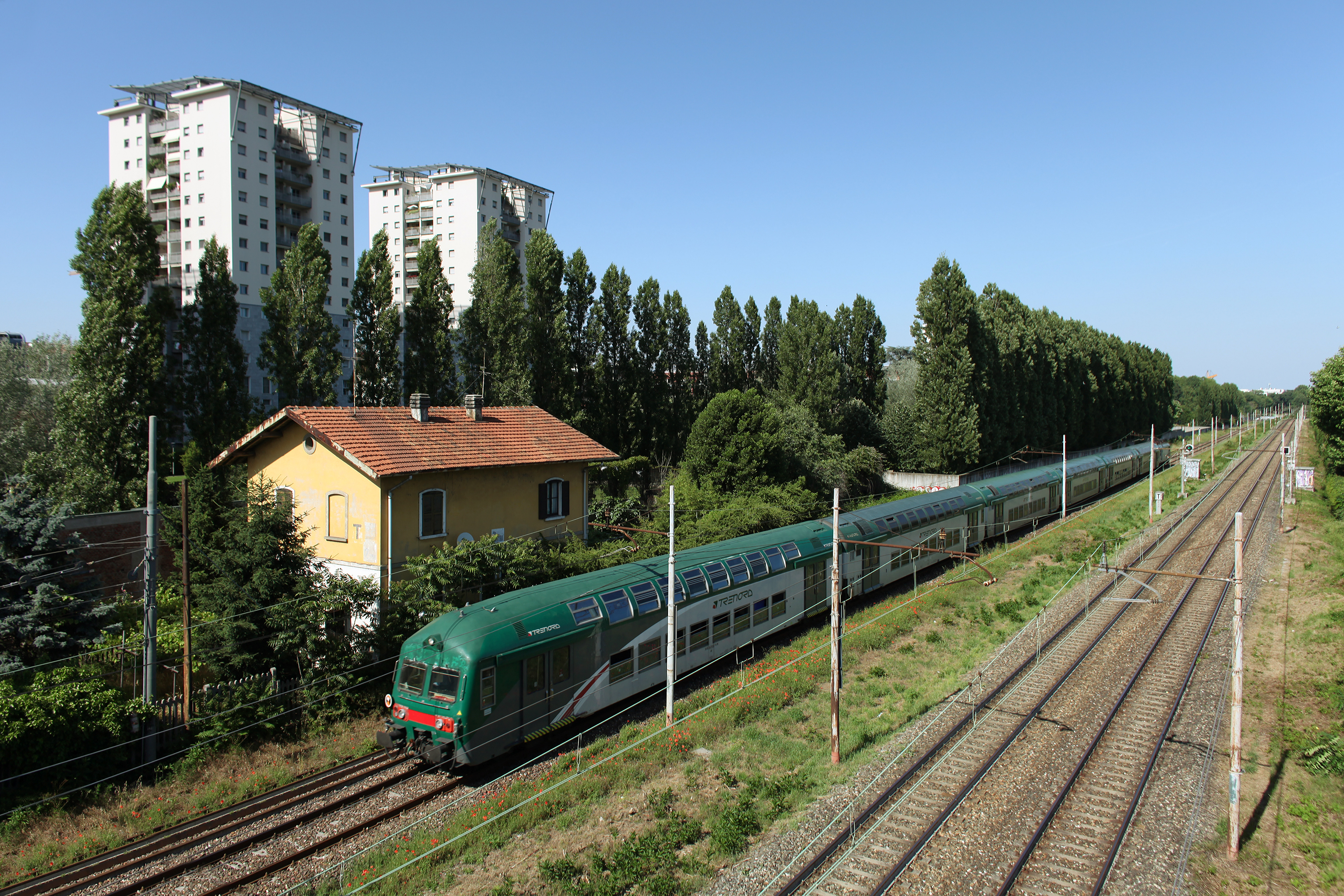
Un servizio regionale di Trenord all'inizio del suo viaggio, tra le stazioni di Porta Genova e di San Cristoforo, effettuato con carrozze Due Piani "Casaralta"; sulla destra è ben visibile il tracciato della cintura sud.

Viene in seguito scartato il progetto, portato avanti per anni, di un raccordo che avrebbe permesso di evitare l'inversione di marcia a Mortara. Nel 2009 viene però inaugurato a Mortara il Parco Logistico Intermodale, che permette, utilizzando anche un raccordo presente sulla ferrovia Castagnole-Asti-Mortara, di poter proseguire senza inversione di marcia.
Il 7 dicembre 2009 viene attivato il raddoppio del binario fra le stazioni di Milano San Cristoforo e Albairate-Vermezzo, con la completa ricostruzione delle stazioni e delle fermate intermedie. Il raddoppio non comprende la tratta tra Albairate-Vermezzo e Mortara.

### Dal 2010
La stazione di Albairate-Vermezzo è capolinea dal 2011 della linea S9 del servizio ferroviario suburbano di Milano. Da tale anno i treni Milano-Mortara non effettuano più le fermate tra Milano San Cristoforo e Albairate-Vermezzo. L'altro capolinea della linea S9 è la stazione di Saronno. Nel 2012 la stazione di Parona Lomellina venne ristrutturata, con i marciapiedi spostati di 50 m lato Mortara.
Nel 2021, all'interno del Piano Nazionale di Ripresa e Resilienza (PNRR), programma operativo redatto dal governo italiano per la ripresa economica del Paese dopo la pandemia di COVID-19, ricompare l'ipotesi del raddoppio, limitata al tratto Albairate-Abbiategrasso. La possibilità di proseguire con il raddoppio tra Abbiategrasso e Mortara è vincolata al completamento del nuovo ponte sul Ticino nei pressi di Vigevano, la cui apertura consentirebbe di liberare dal transito delle auto l'attuale ponte misto stradale-ferroviario, operazione essenziale per poter posare un altro binario.

## Caratteristiche
La linea è a scartamento ordinario di 1 435 mm, a doppio binario nel tronco Milano San Cristoforo-Albairate-Vermezzo e a binario unico nel resto del tracciato. Dal 1965 la trazione è elettrica: la linea è elettrificata a 3000 V in corrente continua. La principale opera architettonica è il ponte sul Ticino.

### Percorso
| Unknown route-map component "exCONTg" |

| Unknown route-map component "exBHF" |

| Unknown route-map component "exdCONTgq" | Unknown route-map component "exSTRq" | Unknown route-map component "exABZgr+r" | Unknown route-map component "d" |  |

| Unknown route-map component "exkABZg3" |

| Unknown route-map component "exdCONTgq" | Unknown route-map component "exkABZr+12" | Unknown route-map component "exSTR+k34" | Unknown route-map component "d" |  |

| Unknown route-map component "exkABZg+4" |

| Unknown route-map component "CONTgq" | Unknown route-map component "xKRZo" | Unknown route-map component "CONTfq" |

| Unknown route-map component "exDST" |

| Unknown route-map component "exKRW+l" | Unknown route-map component "exKRWgr" |  |

| Unknown route-map component "exSTR" | Unknown route-map component "KBHFxa" |  |

| Unknown route-map component "d" | Unknown route-map component "exSTRl" | Unknown route-map component "eKRZu+k2" | Unknown route-map component "xkABZq+3" | Unknown route-map component "dCONTfq" |

| Unknown route-map component "kABZg+1" |

| Station on track |

| Stop on track |

| Unknown route-map component "eBHF" |

| Stop on track |

| Unknown route-map component "SKRZ-Au" |

| Stop on track |

| Track change |

| Unknown route-map component "HSTeBHF" |

| Station on track |

| Small bridge over water |

| Station on track |

| Unknown route-map component "eBHF" |

| Unknown route-map component "hKRZWae" |

| Station on track |

| 36+890 |
| 12+697 |

| Unknown route-map component "uexCONTgq" | Unknown route-map component "emKRZ" | Unknown route-map component "uexCONTfq" |

| Station on track |

| Unknown route-map component "dvCONTgq" | Unknown route-map component "SPLeq" | Unknown route-map component "ABZg+r" | Unknown route-map component "d" |  |

| Station on track |

|  | Unknown route-map component "d" | Unknown route-map component "ABZgl" | Unknown route-map component "SPLaq" | Unknown route-map component "dvCONTfq" |

| Continuation forward |

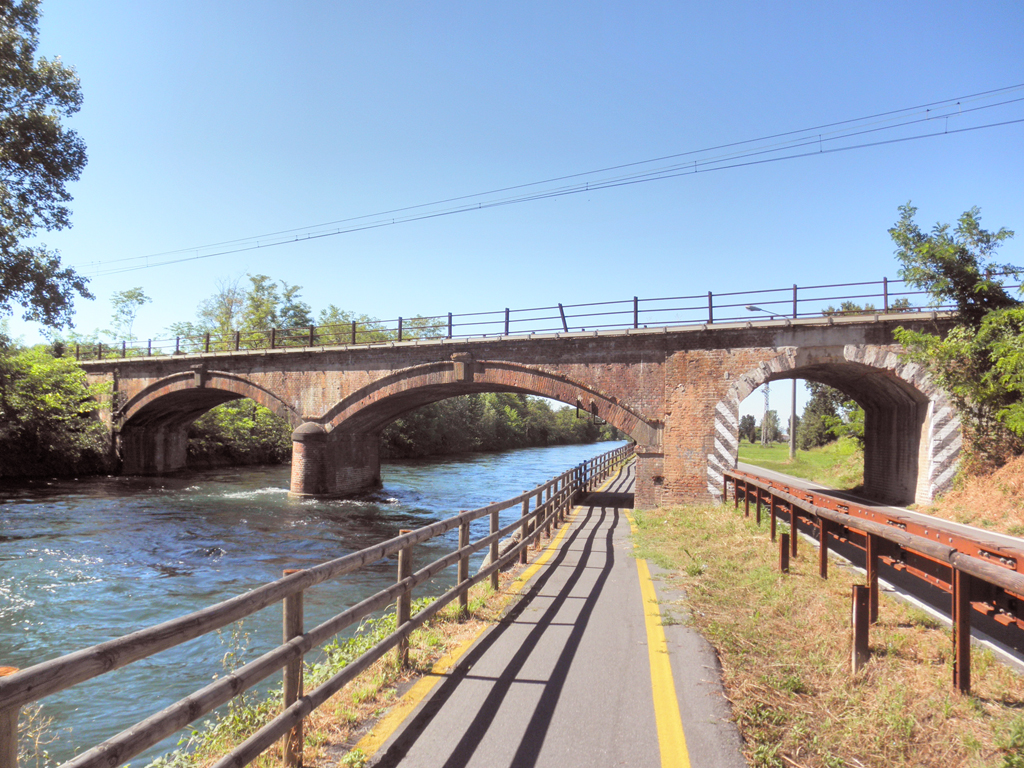
Il ponte sul Naviglio Grande presso Abbiategrasso

La linea parte dalla stazione di testa di Milano Porta Genova, dotata di un binario tronco interno ai marciapiedi e di tre binari passanti che convergono in due tronchi oltre il termine dei marciapiedi; in origine i binari proseguivano verso la Cintura ovest.
La ferrovia prosegue con un breve tronco a binario singolo fino alla stazione di Milano San Cristoforo, in corrispondenza della quale si ha l'immissione della linea di cintura sud di Milano ed ha inizio il raddoppio che prosegue fino ad Albairate-Vermezzo. Lungo tale tratto si contano quattro fermate (Corsico, Cesano Boscone, Trezzano sul Naviglio e Gaggiano), effettuate solo dai treni della linea S9, e un posto di comunicazione (Gaggiano).
In seguito è presente la stazione di Albairate-Vermezzo, capolinea dei treni S9 e fermata dei treni regionali Milano-Mortara, sita a Cascina Bruciata, località del comune di Albairate. Dopo il ponte sul Naviglio Grande, la linea giunge ad Abbiategrasso, località dotata di stazione ferroviaria. Fino al 1962 era in esercizio anche la stazione di Cava Ticino, posta poco prima del ponte sul Ticino.
Attraversato il Ticino si incontrano in sequenza la stazione di Vigevano e la stazione di Parona Lomellina, per giungere infine nella stazione di Mortara.

## Traffico
Il tratto compreso fra le stazioni di Milano San Cristoforo e Albairate-Vermezzo è servito dalle corse della linea S9 del servizio ferroviario suburbano di Milano, provenienti da Saronno ed effettuate da Trenord. Queste corse sono caratterizzate da un orario cadenzato con frequenza di trenta minuti su entrambe le direzioni.
L'intera linea è servita dai treni regionali Trenord Milano Porta Genova-Mortara che non effettuano fermata presso gli impianti intermedi già serviti dalla S9. Nelle ore di punta, alcune corse proseguono lungo la linea per Alessandria fino alla stazione di quella città. In questo caso il cadenzamento ha una frequenza oraria su entrambe le direzioni.